# Никола Богуновић
Никола Никша Ј. Богуновић (Зрмања, 3. јануар 1908 — Велебит, јун 1941) је био српски национални радник и свештеник, тј. парох Епархије горњокарловачке Српске православне цркве у Доњем Лапцу у Лици.

## Порекло и образовање
Рођен је 3. јануара 1908. године у Зрмањи (срез Грачац) у српској православној породици (из братства Богуновића), која је (у то време) углавном живела у Аустроугарској.
Богословију је завршио 1929. године у Сремски Карловци. Рукоположен је у чин ђакона 4. септембра 1930. и био ђакон и чиновник-приправник, а потом в.д. секретара Епархијског црквеног суда у Плашком.

## Свештенички позив
За свештеника је рукоположен 22. фебруара 1932. и постављен за помоћника пароха у Небљусима, а од 1. маја 1935. године дошао је за пароха доњо-лапачког.
Никша Богуновић је био врло омиљен у читавом Лапачком срезу, јер је својим лепим опхођењем стекао симпатије личких горштака у подножју Пљешивице, замењујући свога таста, Павла-Пају Т. Обрадовића (1871-1941), популарног сенатора Краљевине Југославије (1929-1945)
и протојереја СПЦ.

## Политички рад
Пред почетак Другог светског рата (1941-1945), Никша Богуновић је подизао националну свест код српског становништва у Лици, следећи националне идеје соколског првака и политичара Душана М. Богуновића (1888-1944).

## Хапшење и ликвидација од усташа
Богуновић је међу првима ухапшен од усташа почетком маја 1941. године у своме месту службовања и одведен у логор Госпић, где је био тешко мучен: тучен по табанима, боден усијаним иглама по бради, носу и читавом телу, чупани му нокти, чупане му длаке из браде и бркова.
Мајка га је посетила у госпићком затвору и једва познала само по гласу, а преживели, који су га видели тада, тврде да му је нос био сав изобличен и натечен од удараца и да се једва мицао од убоја.
Богуновић је у јуну 1941. године заједно са једном већом групом Срба везан жицом и одведен на Велебит. На Велебиту је бачен у провалију као и многи други који су прошли госпићки логор.
После његовог хапшења, усташе су дошли у његову кућу и потпуно је опљачкали, а његову супругу Дару пронашли у Боричевцу и са његова два синчића – Пајом и Ђокицом ухватили и живе бацили у дубоку јаму крај Боричевца, те је тако завршила живот цела ова свештеничка породица.